# 시 시 시
〈시 시 시〉(일본어: シー・シー・シー, 영어: C―C―C)는 일본의 그룹사운드인 더 타이거즈의 여섯 번째 싱글로, 1968년 7월 5일 발매되었다. (7" Vinyl: SDP-2025) A사이드 곡의 작사는 야스이 카즈미(安井かずみ)가, 작곡은 카세 쿠니히코(加瀬邦彦)가 맡았다. 본래 A사이드 곡으로 〈남쪽 섬의 카니발〉이 거론되었으나 끝내 채용되지는 못했다. (〈남쪽 섬의 카니발〉은 1995년 발표된 베스트 앨범 《레전드 오브 더 타이거즈》에 수록되어 있다.)
B사이드 곡은 〈백야의 기사〉(白夜の騎士)이며, 작사는 아리카와 마사코(有川正子, 보완은 하시모토 준), 작곡은 스기야마 코이치(すぎやまこういち)가 맡았다. 이 곡의 작사에 대해, 발음이 동일한 아리카와 마사코(有川正沙子)라는 작사자가 지은 것이라고 잘못 알려졌었으나, 2013년 더 타이거즈의 드러머 히토미 미노루(瞳みのる)가 펴낸 《더 타이거즈: 꽃 목걸이 이야기》에 有川正沙子와 전화 인터뷰를 했고, 본인이 아니라고 했다는 사실이 기록되어있다. 이 곡의 진짜 작사자는 홋카이도 출신의 당시 여고생이었다.
싱글은 오리콘 조사에서 50.8만 장을 판매했다.
〈시·시·시〉는 2000년대에 두 번 리메이크 된다. 2003년에 발표된 와카츠키 치나츠의 싱글 〈사랑의 단편〉에 커플링곡으로 실려 있으며, 2008년에는 치카다 하루오&하루오혼이 《리멤버 그룹사운즈》에 수록했다.

## 수록곡
| #            | 제목                                                   | 작사            | 작곡            | 재생 시간 |
| ------------ | ------------------------------------------------------ | --------------- | --------------- | --------- |
| 1.           | 〈〈시 시 시〉 (C―C―C)〉 (シー・シー・シー)            | 야스이 카즈미   | 카세 쿠니히코   | 2:53      |
| 2.           | 〈〈백야의 기사〉 (Knight in the night)〉 (白夜の騎士) | 아리카와 마사코 | 스기야마 코이치 | 3:00      |
| 총 재생 시간 | 총 재생 시간                                           | 총 재생 시간    | 총 재생 시간    | 5:53      |

## 참고 문헌
- 이소마에, 준이치 (2013), 《ザ・タイガース 世界はボクらを待っていた》, 슈에이샤, ISBN 9784087207149
- 히토미, 미노루 (2013), 《ザ・タイガース 花の首飾り物語》, 쇼가쿠칸, ISBN 9784093883405